# Marta Pen
Marta Filipa Pen Oliveira Freitas (* 31. Juli 1993 in Lissabon) ist eine portugiesische Leichtathletin, die sich auf den Mittelstreckenlauf fokussiert hat.

## Sportliche Laufbahn
Erste internationale Erfahrungen sammelte Marta Pen beim Europäischen Olympischen Jugendfestival (EYOF) 2009 in Tampere, bei dem sie im 800-Meter-Lauf mit 2:13,17 min in der ersten Runde ausschied. 2011 belegte sie bei den Junioreneuropameisterschaften in Tallinn in 2:08,38 min den sechsten Platz und im Jahr darauf schied sie bei den Juniorenweltmeisterschaften in Barcelona mit 2:05,45 min im Halbfinale über 800 Meter aus und kam auch im 1500-Meter-Lauf mit 4:20,95 min nicht über die erste Runde hinaus. 2014 siegte sie bei den erstmals ausgetragenen U23-Mittelmeermeisterschaften in Aubagne in 2:07,14 min über 800 Meter und gewann über 1500 Meter in 4:18,61 min die Bronzemedaille hinter der Italienerin Federica Del Buono und Blanca Fernández aus Spanien, nachdem die ursprüngliche Silbermedaillengewinnerin wegen eines Dopingverstoßes disqualifiziert worden war. Anschließend gewann sie bei den Ibero-Amerikanischen Meisterschaften in São Paulo in 2:05,18 min die Bronzemedaille über 800 Meter hinter den Mexikanerinnen Gabriela Medina und Cristina Guevara und wurde über 1500 Meter in 4:20,00 min Vierte. Im Jahr darauf belegte sie bei den U23-Europameisterschaften in Tallinn mit neuer Bestleistung von 4:10,98 min den sechsten Platz und 2016 klassierte sie sich bei den Europameisterschaften in Amsterdam mit 4:34,41 min auf dem fünften Platz über 1500 Meter. Daraufhin nahm sie über 1500 Meter an den Olympischen Spielen in Rio de Janeiro teil und kam dort mit 4:18,53 min nicht über die erste Runde hinaus.
2017 verbesserte sie in Greenville ihre persönliche Bestleistung und qualifizierte sich damit für die Weltmeisterschaften in London, schied aber auch dort mit 4:10,22 min im Vorlauf aus. Im Jahr darauf wurde sie bei den Europameisterschaften in Berlin in 4:06,54 min Sechste und 2021 verpasste sie bei den Halleneuropameisterschaften in Toruń mit 4:12,95 min den Einzug ins Finale. Über die Weltrangliste qualifizierte sie sich erneut für die Olympischen Sommerspiele in Tokio und gelangte dort bis ins Halbfinale, in dem sie mit 4:04,15 min ausschied. Im Jahr darauf schied sie bei den Weltmeisterschaften in Eugene mit 4:08,58 min in der Vorrunde aus und anschließend kam sie auch bei den Europameisterschaften in München mit 4:07,82 min nicht über den Vorlauf hinaus. 2023 belegte sie bei den Halleneuropameisterschaften in Istanbul in 4:07,95 min den sechsten Platz. Im Juni wurde sie bei der 1. Liga der Team-Europameisterschaft im Rahmen der Europaspiele in Chorzów in 4:13,50 min Siebte und anschließend schied sie bei den Weltmeisterschaften in Budapest mit 4:07,74 min in der ersten Runde aus. Bei den Crosslauf-Europameisterschaften 2024 in Antalya landete sie nach 27:41 min auf dem 50. Platz im Einzelbewerb.
Pen studiert an der Mississippi State University und wurde 2016 NCAA Collegemeisterin über 1500 Meter. In den Jahren 2014 und 2016 sowie 2021 und 2022 wurde sie portugiesische Meisterin im 1500-Meter-Lauf im Freien sowie 2014, 2022 und 2023 in der Halle. Zudem wurde sie 2013 und 2014 Hallenmeisterin im 800-Meter-Lauf sowie 2023 über 3000 Meter.

## Persönliche Bestleistungen
- 800 Meter: 2:00,09 min, 27. Juni 2018 in Nancy
  - 800 Meter (Halle): 2:06,67 min, 23. Februar 2014 in Pombal
- 1500 Meter: 4:03,79 min, 29. Juli 2022 in Memphis
  - 1500 Meter (Halle): 4:06,94 min, 28. Februar 2020 in Boston
- Meile: 4:22,45 min, 2. September 2018 in Berlin (portugiesischer Rekord)
  - Meile (Halle): 4:29,65 min, 9. Februar 2018 in Boston
- 3000 Meter: 9:10,29 min, 22. Juli 2018 in Braga
  - 3000 Meter (Halle): 8:47,07 min, 25. Februar 2023 in Birmingham